# Rico Tscharntke

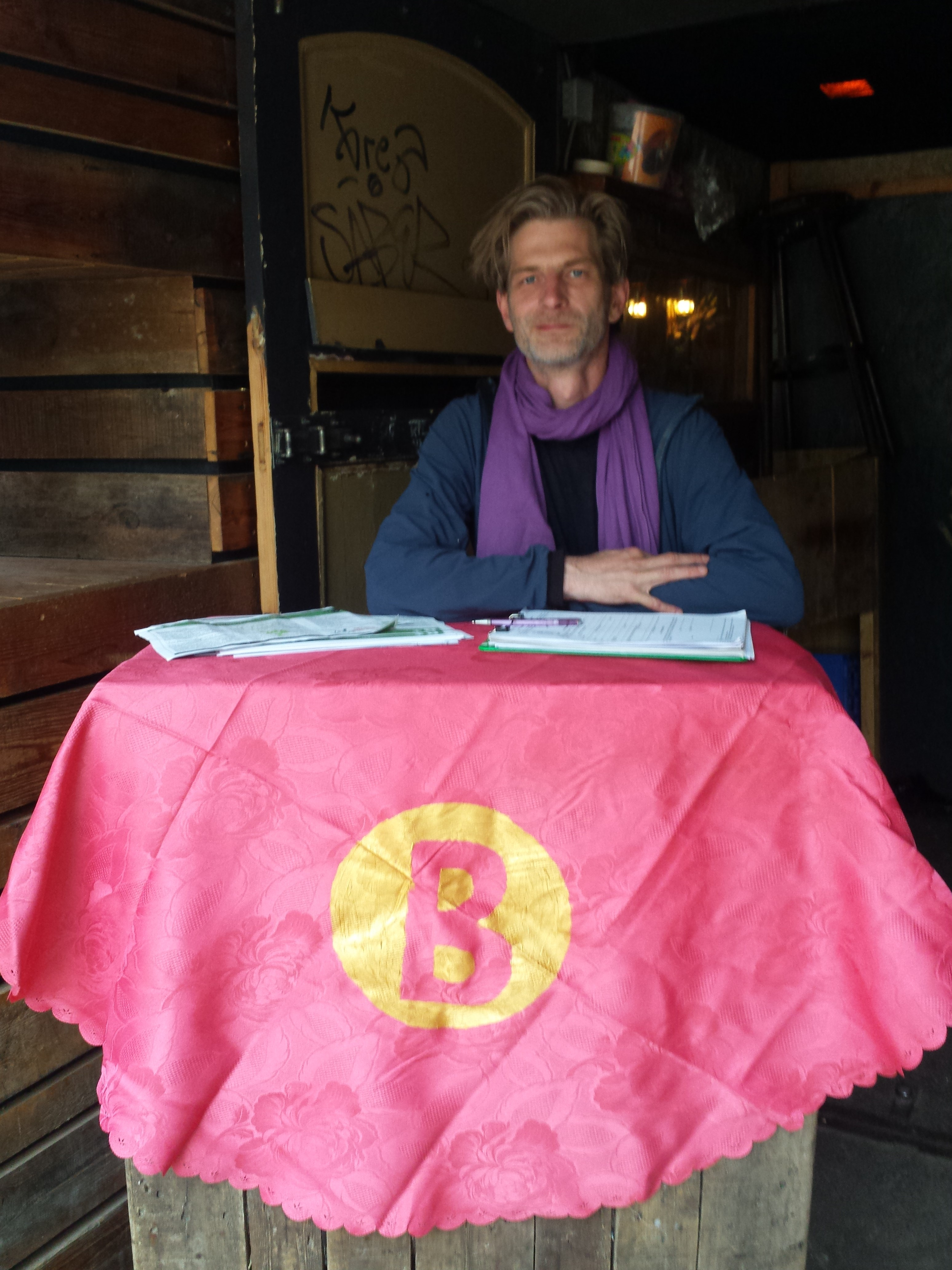
Rico Tscharntke vor dem Berliner Club Crack Bellmer, 2016

Rico Tscharntke (* 19. April 1973 in Dresden) ist ein Berliner Lichtkünstler und Kulturaktivist.

## Leben
Nach seiner Ausbildung zum Schlosser und Studium der Kommunikationswissenschaft arbeitete er 10 Jahre lang als freier und angestellter Journalist für Fernsehstationen im In- und Ausland.
Er lebt in Berlin-Friedrichshain.

## Wirken
Neben seiner intensiven fotografischen und dokumentarfilmischen Arbeit gründete er 2006 die Künstlergruppe Lichtpiraten in Berlin. Der künstlerische Schwerpunkt der Gruppe liegt in der Gestaltung von Lichtinstallationen und Projektionen für Lichtfestivals, Clubs und Events. Die
Lichtpiraten sind als Botschafter der Stadt Berlin Teil der Kampagne be Berlin und vertreten diese weltweit mit „gutem Licht“. Heute sind sie ein lockerer Verbund unterschiedlichster Künstler und realisierten und dokumentierten gemeinsam hunderte von Videoinstallationen in zwanzig Ländern auf
vier Kontinenten.
2008 gründete er die Biostructure GmbH, um die Zusammenarbeit von über 30 Partner weltweit zu koordinierten und abzuwickeln. Die Gesellschaft entwickelte die Open-Source-Software Omnidome, die heute weltweit in der Projektionstechnik im Einsatz ist. Diese bietet die Möglichkeit, ein Video verzerrungsfrei auf einen dreidimensionalen Körper zu projizieren. Die Software erlaubt es mit gängiger Computertechnik ein Ergebnis zu erzielen, welches zuvor nur mit Spezial-Hardware und profunden Softwarekenntnissen erreicht wurde.
Tscharntke gehört zu den Gründern des Technoclubs Sisyphos in Berlin.
Tscharntke ist seit dem 21. Februar 2017 Bundesvorsitzender der Kleinpartei Bergpartei, die Überpartei. In der nach einer Kunst-Installation benannten Partei setzt er sich besonders für einen antifaschistischen Verfassungsschutz und das Recht auf ein gescheitertes Leben ein.

### 3D-Projektion
Arbeitsschwerpunkt ist die Projektion auf sphärische Körper. Er wurde darin von der TU Berlin sowie dem Bundeswirtschaftsministerium durch ein EXIST Stipendium unterstützt.

## Shows, Visuals und Installationen
- MitOst-Festival 2010[7]
- Wilde Möhre Festival 2016 und 2017
- Lichtkunst@Sanofi 2017[8]

## Filmografie
- Einen Schritt weiter (Doku über Alltagsrassismus) 2002. (Regie)[9]